# Vojenské vzdušné síly Ruské federace
Vojenské vzdušné síly Ruské federace (rusky Военно-воздушные cилы России) jsou součástí Ozbrojených sil Ruské federace. Vznikly v roce 1992 rozdělením Vojenských vzdušných sil SSSR. S přibližně 1 700 letouny s pevným křídlem a 1 500 vrtulníky a 148 tisíci příslušníky v roce 2022 šlo o druhé největší vzdušné síly na světě. V současné době[kdy?] jsou pod vedením generálporučíka Sergeje Dronova.
Letectvo bylo vytvořeno z částí bývalého sovětského letectva po rozpadu Sovětského svazu v letech 1991–92. Ustanovení ruského ministerstva obrany Borisem Jelcinem 7. května 1992 může být prakticky považováno jako den založení nového letectva.
Ruské námořnictvo má svou vlastní leteckou odnož – ruské námořní letectvo, což je dědic bývalého sovětského námořního letectva.
1. srpna 2015 se Vojenské vzdušné síly Ruské federace spolu se silami protivzdušné a protiraketové obrany a takzvanými kosmickými vojsky sloučily do jedné armádní složky, nazvané Vzdušně-kosmické síly Ruské federace. Ministr obrany, generál Sergej Šojgu, jako důvody pro sloučení zdůraznil potřebu vyšší účinnosti a logistické podpory. Velitelství se nachází v Moskvě.

## Historie

### Od vzniku po rozpad SSSR
Ruské letectvo bylo založeno v srpnu 1912 jako Letectvo carského Ruska. Sovětské letectvo vzniklo v roce 1918 a účastnilo se zejména druhé světové války (v Rusku známé jako Velká vlastenecká válka), kdy však již těsně po zahájení německého útoku na SSSR utrpělo značné ztráty a muselo být postupně znovu vybudováno.
Zbrojení během studené války vedlo ke vzniku rozsáhlých sovětských vzdušných sil, které se v 80. letech 20. století staly se zhruba 10 tisíci stroji největším letectvem na světě.

### Transformace letectva
Následný rozpad Sovětského svazu znamenal zásadní redukci ruských ozbrojených sil, které se dotkly i letectva, kde nástupnickému Rusku sice připadlo 65 % personálu a 40 % letadel, ovšem během 90. let došlo kvůli finančním problémům země k významnému zeštíhlení. Například během éry ministra Anatolije Serďukova (2007-12) a náčelníka generálního štábu Makarova došlo ke snížení počtu leteckých základen z 242 na 52 a ze 340 jednotek na 180, což mělo zvýšit efektivitu.

### Válka na Ukrajině
Navzdory faktu, že ruské vzdušné síly měly mít během invaze na Ukrajinu v únoru 2022 jednoznačnou kvantitativní i kvalitativní převahu nad ukrajinským letectvem, získat vzdušnou nadvládu se jim nepodařilo a navíc selhaly v klíčové bitvě o letiště Hostomel v úvodních hodinách invaze.
Ruské letectvo v průběhu více než tři roky plnohodnotné války přes dílčí úspěchy utrpělo rozsáhlé ztráty, a to i daleko od fronty. Nejtragičtějším dnem se pro Rusy stal 1. červen 2025, kdy Ukrajinci v rámci operace Pavučina dokázali zničit či poškodit zhruba dvě desítky ruských letadel (dle ukrajinských zdrojů až 41), což pro ruské letectvo znamenalo největší jednorázové ztráty od druhé světové války.
Celkem Rusové od začátku invaze do 29. června 2025 ztratili minimálně 158 letadel s pevným křídlem a 156 vrtulníků. Mezi nimi i dva cenné letouny včasné výstrahy A-50, jeden stíhací letoun Su-57 a celkem 20 strategických bombardérů Tu-22M3 a Tu-95MS.
Vzhledem k nedostatku pěchoty Rusové zároveň od léta 2024 nasazovali do pozemních bojů jednotky složené z leteckého personálu.

## Struktura leteckých jednotek

### 6. armáda vzdušných sil a protivzdušné obrany (Petrohrad)
- 105. smíšená letecká divize:
  - 47. samostatný smíšený letecký pluk – Su-24MR, Su-34, An-30 (Voroněž)
  - 14. gardový stíhací letecký pluk – MiG-29SMT, MiG-29UB (Kursk)
  - 159. gardový stíhací letecký pluk – Su-27P, Su-27UB (Besovec, Karélie)
  - 98. samostatný gardový smíšený letecký pluk – Su-24M, Su-24MR, MiG-31BM (Mončegorsk), Murmanská oblast)
  - 790. stíhací letecký pluk – MiG-31BM, MiG-31BSM, MiG-31DZ, Su-27S, Su-27P, Su-27UB (Chotilovo, Tverská oblast)
  - 33. samostatný transportní smíšený letecký pluk – An-12, An-26, An-30, An-72, Tu-134, Mi-8, L-39 (Levašovo), Petrohrad)
- 378. letecká základna armádního letectva (2. kategorie) – Mi-8AMTŠ, Mi-24, Mi-28N (Vjazma, Smolenská oblast)
- 549. letecká základna armádního letectva – Mi-8AMTŠ, Mi-24 (Puškin, Petrohrad)
- Letecká skupina 549. letecké základny armádního letectva – Mi-35, Mi-8 (Pribylovo, Leningradská oblast)
- 800. letecká základna (2. kategorie) – Il-76, An-12, Tu-134, Tu-154, Mi-8 (Moskva / Čkalovskij)
- 15. brigáda armádního letectva – Mi-8AMTŠ, Mi-28N, Mi-35M, Ka-52 (Veretie, Pskovská oblast)
- 1080. smíšená letecká základna – Mi-8, An-24, An-26, An-30, An-72 (Gromovo, Leningradská oblast)

### 14. armáda vzdušných sil a protivzdušné obrany (Jekatěrinburg)
- 21. gardová smíšená letecká divize (Čeljabinsk):
  - 2.smíšený letecký pluk – Su-24M, Su-24MR (Šagol)
  - 764. smíšený letecký pluk – MiG-31, MiG-31B, MiG-31DZ (Bolšoje Savino)
  - 712. stíhací letecký pluk – MiG-31BM (Dalnyj, Krasnojarský kraj)
  - 390. samostatný dopravní smíšený letecký pluk – Tu-134, Tu-154, An-12, An-26, Mi-8AMTŠ, Il-18 (Jekatěrinburg)
- 999. letecká základna – Su-25, Su-25SM, Mi-8, Orlan-10 (Kant, Kyrgyzstán)
- 48. letecká základna armádního letectva (2. kategorie) – Mi-8, Mi-26, Mi-24 (Kamensk-Uralskij, Sverdlovská oblast)
  - Letecká skupina 48. letecké základny armádního letectva – Mi-8, Mi-26 (Uprun)
- 562. letecká základna armádního letectva (2. kategorie) – Mi-8AMTŠ, Mi-24P (Novosibirsk)

### 11. armáda vzdušných sil a protivzdušné obrany (Chabarovsk)
- 303. smíšená letecká divize (Komsomolsk na Amuru / Churba, Chabarovský kraj):
  - 22. stíhací letecký pluk – Su-27SM, MiG-31BS, MiG-31DZ, Su-30M2 (Centralnaja Uglovaja, Přímořský kraj)
  - 23. stíhací letecký pluk – Su-27SM, Su-30M2, Su-35 (Komsomolsk na Amuru / Dziomgi, Chabarovský kraj)
  - 277. bombardovací letecký pluk – Su-24M (Komsomolsk na Amuru / Churba, Chabarovský kraj)
  - 257. samostatný smíšený letecký pluk – An-12, An-26, Il-18 / Il-20 / Il-22 (Chabarovsk)
  - 18. gardový útočný letecký pluk – Su-25SM (Černigovka, Přímořský kraj)
  - 120. smíšený letecký pluk – MiG-29, Su-25SM, Su-30SM (Domna, Zabajkalský kraj)
  - 439. letecká základna armádního letectva – Mi-24/35, Mi-8 (Čita, Zabajkalský kraj)
  - 573. letecká základna armádního letectva (2. kategorie) – Mi-24/35, Mi-8AMTŠ, Mi-26, Ka-52 (Chabarovsk)
    - Samostatný vrtulníkový roj 573. letecké základny armádního letectva – Mi-26, Mi-8 (Garovka, Chabarovský kraj)

  - 575. letecká základna armádního letectva (2. kategorie) – Ka-52, Mi-8AMTŠ (Černigovka, Přímořský kraj)

### 4. armáda vzdušných sil a protivzdušné obrany (Rostov nad Donu)
- 1. gardová smíšená letecká divize:
  - 31. stíhací letecký pluk – MiG-29, Su-30SM (Millerovo, Rostovská oblast)
  - 3. gardový stíhací letecký pluk – Su-27SM3, Su-27S, Su-27P, Su-30M2, Ka-27 (Krymsk, Krasnodarský kraj)
  - 559. bombardovací letecký pluk – Su-34 (Morozovsk, Rostovská oblast)
  - 368. útočný letecký pluk – Su-25, Su-25SM (Buďonnovsk, Stavropolský kraj)
  - 30. samostatný dopravní smíšený letecký pluk – An-12BK, An-26, Il-20M, Mi-26T3, Mi-26T, Mi-26 (Rostov na Donu. Rostovská oblast)
- 4. smíšená letecká divize
  - 11. samostatný smíšený letecký pluk – Su-24MR (Marinovka, Volgogradská oblast)
  - 960. útočný letecký pluk – Su-25, Su-25SM (Primorsko-Achtarsk, Krasnodarský kraj)
- 27. smíšená letecká divize (Sevastopol):
  - 37. smíšený letecký pluk – Su-24M, Su-25 (Gvardejskoje, Krym)
  - 38. stíhací letecký pluk – Su-27SM, Su-27P, Su-30M2 (Belbek, Sevastopol)
  - 39. vrtulníkový pluk – Mi-8, Mi-35, Mi-24, Mi-26 (Džankoj, Krym)
- 3624. letecká základna – Mig-29, Mig-29UB, Mi-24P, Mi-8, Mi-8MTP1 (Erebuni, Arménie)
- 55. samostatný vrtulníkový pluk – Mi-28N, Mi-35M, Mi-8AMTŠ (Korenovsk, Krasnodarský kraj)
- 16. brigáda armádního letectva – Mi-8AMTŠ, Mi-26, Mi-28, Mi-8MTPR-1 (Zernograd, Rostovská oblast)
- 535. samostatný transportní smíšený letecký pluk – Tu-134, An-12, An-26, L-410 (Rostov na Donu)
- 487.samostatný vrtulníkový pluk – Mi-8, Mi-24, Mi-28N, Mi-35M (Buďonnovsk, Stavropolský kraj)
- 3661. letecká základna (Mozdok, Republika Severní Osetie)

### 45. armáda vzdušných sil a protivzdušné obrany (Severomorsk)
- 98.samostatný smíšený letecký pluk – Su-24M, Su-24MP, Mi-24, Mig-31BM (Mončegorsk, Murmanská oblast)
- letecká komandatura letiště Amderma-2 (Rogačevo, souostroví Nová země)
- letecká komandatura letiště Nagurskoje (ostrov Alexandřina země, souostroví Země Františka Josefa)
- letecká komandatura letiště Srednij (ostrov Srednij, souostroví Sedova)
- letecká komandatura letiště Temp (ostrov Kotělnyj, Novosibiřské ostrovy)

### Velitelství vojenského transportního letectva (Moskva)
- 12. vojenská transportní letecká divize – An-124, An-124-150, Il-76MD, An-22 (Migalovo, Tverská oblast):
  - 196. vojenský transportní letecký pluk – Il-76, Il-78, An-22, An-26, An-12 (Migalovo, Tverská oblast)
  - 117. vojenský transportní letecký pluk – Il-76MD, An-12 (Orenburg)
  - 144. letecký pluk letadel včasné výstrahy – A-50, Il-76MD (Ivanovo)
  - 334. vojenský transportní letecký pluk – Il-76MD, Il-78 (Pskov)
  - 708. vojenský transportní letecký pluk – Il-76MD (Taganrog, Rostovská oblast)
  - 566. vojenský transportní letecký pluk – An-124, Il-76MD (Sesča, Brjanská oblast)

### Velitelství dálkového letectva (Moskva)
- 22. gardová těžká bombardovací letecká divize
  - gardový těžký bombardovací letecký pluk – Tu-160, Tu-95MS (Engels, Saratovská oblast)
  - 52. gardový těžký bombardovací letecký pluk – Tu-22M3 (Šajkovka, Kalužská oblast)

- 326. těžká bombardovací divize
  - těžký bombardovací letecký pluk – Tu-95MS (Ukrajinka, Amurská oblast)
  - těžký bombardovací letecký pluk – Tu-22M3 (Bělaja,Irkutská oblast)

- 40. smíšený letecký pluk – Tu-22M3 (Olenyja, Murmanská oblast)
- 203. gardový letecký pluk tankovacích letadel – Il-78 (Ďagilevo, Rjazaňská oblast)
- 43. gardové centrum bojové přípravy a přeškolování letového personálu dálkového letectva (Rjazaň, Rjazaňská oblast)
- 27. smíšený letecký pluk – Tu-134UBL, An-26, An-12 (Tambov, Tambovská oblast)

### Velitelství vojenských vzdušných sil (Moskva)
- 17. samostatná transportní letka (Mirnij, Archangelská oblast)
- 929. státní letové testovací centrum Ministerstva obrany (Achťubinsk, Astrachaňská oblast)
  - 3. letka 929. státního letového testovacího centra Ministerstva obrany (Čkalovskij, Moskevská oblast)
- 4. státní centrum bojové přípravy a přeškolování letového personálu Vojenských vzdušných sil Ruské federace (Lipeck, Lipecká oblast)
  - Letecká skupina 4. státního centra bojové přípravy a přeškolování letového personálu Vojenských vzdušných sil Ruské federace (Tambov, Tambovská oblast)
  - Výzkumná a instruktorská smíšená letecká skupina (Lipeck, Lipecká oblast)
  - Oddíl ochrany letecké techniky (Lipeck, Lipecká oblast)
  - Gardová letka 4. státní centrum bojové přípravy a přeškolování letového personálu Vojenských vzdušných sil Ruské federace (Savaslejka, Nižněnovgorodská oblast)
  - Gardové centrum ukázek letecké techniky (Kubinka, Moskevská oblast)
- 344. centrum bojové přípravy a přeškolování letového personálu (Toržok, Tverská oblast)
  - 92. výzkumná a instruktorská vrtulníková letka zvláštního určení (Klin, Moskevská oblast)
  - Letecká skupina 344. centra bojové přípravy a přeškolování letového personálu (Toržok, Tverská oblast)
  - Letecká skupina "Berkuty" (Toržok, Tverská oblast)
- 610. centrum bojové přípravy a přeškolování letového personálu vojenského transportního letectva (Ivanovo, Ivanovská oblast)
- Centrum bojové přípravy a bojového použití Vojenských vzdušných sil (Ašuluk, Astrachaňská oblast)
- 2. centrální výzkumný ústav Ministerstva obrany Ruské federace (Tver, Tverská oblast)
- 30. centrální výzkumný ústav Vojenských vzdušných sil Ruské federace (Šelkovo, Moskevská oblast)
- Výzkumné centrum údržby a oprav letecké techniky (Ljubercy, Moskevská oblast)
- Vojenské vzdělávací a vědecké centrum Vojenských vzdušných sil (Voroněž, Voroněžská oblast)
  - Krasnodarská větev Vojenského vzdělávacího a vědeckého centra Vojenských vzdušných sil (Krasnodar, Krasnodarský kraj)
  - Syzraňská větev Vojenského vzdělávacího a naučného centrum Vojenských vzdušných sil (Syzraň, Samarská oblast).
  - Centrum leteckého výcviku (Voroněž, Voroněžská oblast)
- 357. výcvikové centrum Vojenských vzdušných sil (Bělgorod)
- 116. výcvikové centrum bojové přípravy (Ašuluk, Astrachaňská oblast)
- 221. výcvikové letecká základna (Šagol, Čeljabinská oblast)
- 339. výcviková letecká základna (Sokolskij, Saratovská oblast)

- Krasnodarské vyšší vojenské letecké učiliště letců (Krasnodar, Krasnodarský kraj)

- 195. výcviková letecká základna (Kušjovskaja, Krasnodarský kraj)
- 213. výcviková letecká základna (Kotelnikovo, Volgograrská oblast)
- 192. gardová výcviková letecká základna (Tichoreck, Krasnodarský kraj)
- 200. výcviková letecká základna (Armavir, Krasnodarský kraj)
- 272. výcviková letecká základna (Majkop, Krasnodarský kraj)
- 209. výcviková letecká základna (Borisoglebsk, Voroněžská oblast)
- 219. výcviková letecká základna (Mičurinsk, Tambovská oblast)
- 205. výcviková letecká základna (Balašov, Saratovská oblast)
- 217. výcviková letecká základna (Rtiševo, Saratovská oblast)

## Seznam letadel
| Letadlo                       | Foto            | Země původu     | Úloha                                                         | Verze                                                                     | Ve službě           | Poznámky |
| Stíhací letadla               | Stíhací letadla | Stíhací letadla | Stíhací letadla                                               | Stíhací letadla                                                           | Stíhací letadla     | Stíhací letadla |
| ----------------------------- | --------------- | --------------- | ------------------------------------------------------------- | ------------------------------------------------------------------------- | ------------------- | --- |
| Suchoj Su-27                  |                 | SSSR Rusko      | stíhač k vybojování vzdušné nadvlády                          | Su-27PSu-27SMSu-27SM3Su-27UB                                              | 220743653           | Modernizační program z verze S na standard SM začal roku 2010. |
| Suchoj Su-30                  |                 | Rusko           | víceúčelové stíhací letadlo                                   | Su-30M2Su-30SM                                                            | 3680                | Celkem bylo objednáno 60 Su-30SM a 20 Su-30M2, které mají být dodány do roku 2016. |
| Suchoj Su-35                  |                 | Rusko           | víceúčelové stíhací letadlo                                   | Su-35S                                                                    | 104                 | V prosinci 2015 byla uzavřena smlouva na nákup dalších 50 strojů Su-35S. Na základě kontraktu v hodnotě 60 mld. rublů má být první 10 letadel dodáno do konce roku 2016 a celá objednávka má být zrealizovaná do roku 2020. |
| Suchoj Su-57                  |                 | Rusko           | víceúčelové stíhací letadlo                                   | Su-57                                                                     | 14                  | 62 objednaných. |
| MiG-29                        |                 | SSSR Rusko      | víceúčelové stíhací letadlo                                   | MiG-29SMiG-29SMTMiG-29UBMIG-29UBT                                         | 240 (včetně Mig-35) | V letech 2009 až 2010 získalo ruské letectvo 28 jednomístných MiG-29SMT určených původně pro Alžírsko, které je však odmítlo s tím, že jsou kvalitativně nedostačující. V dubnu 2014 objednalo ruské Ministerstvo obrany 16 jednomístných MiGů-29SMT, ze kterých byly do prosince 2015 dodány 4 kusy. |
| MiG-31                        |                 | SSSR            | Přepadové stíhací letadlo. -Letadlo protivzdušné obrany-(PVO) | MiG-31B/BSMiG-31BM/BSM                                                    | 128                 | 134 strojů bylo hlášeno ve službě v první linii, zbylých 125 strojů je v rezervě připraveno k použití. |
| Mig-35                        |                 | Rusko           | víceúčelové stíhací letadlo                                   | Mig-35                                                                    |                     | |
| Bojová letadla                |                 |                 |                                                               |                                                                           |                     | |
| Suchoj Su-24                  |                 | SSSR            | bojové letadlo                                                | Su-24MSu-24M2Su-24MR                                                      | 264                 | 80% flotily bude nahrazeno letadly Su-34. Zbytek bude modernizovaný na standard Su-24M2. Letadla Su-24MR vykonávají průzkumnou úlohu. |
| Suchoj Su-25                  |                 | SSSR            | letadlo přímé podpory pozemních vojsk                         | Su-25/Su-25UBSu-25SM/SM2Su-25SM3                                          | 176                 | Do 25. listopadu 2016 má být zmodernizováno 5 letadel na standard Su-25SM3. |
| Suchoj Su-34                  |                 | Rusko           | bojové letadlo                                                | Su-34                                                                     | 134                 | Na základě smlouvy z 25. února 2012 bylo objednáno celkem 92 ks Su-34 v hodnotě 140 mld. rublů (do konce roku 2015 bylo z této objednávky dodáno 38 letadel).Na základě další smlouvy pro roky 2022 - 2030 bylo objednáno dalších 96 letadel kdy kompletně či z 80% nahradí zastarávající Su-24M a budou společně sloužit dle plánu pro rok 2030 s 77 Su-24MR a M2 co zbudou dle modernizačního plánu aktivní až do roku 2040. |
| Bombardéry                    |                 |                 |                                                               |                                                                           |                     | |
| Tupolev Tu-22M                |                 | SSSR            | strategický bombardér                                         | Tu-22M3Tu-22MRTu-22M3M                                                    | 58                  | 30 letadel bude do roku 2020 modernizováno na standard Tu-22M3M. |
| Tupolev Tu-95                 |                 | SSSR            | strategický bombardér                                         | Tu-95MSTu-95MSM                                                           | 47                  | Do roku 2020 je v plánu zmodernizovat celkem 20 bombardérů na standard Tu-95MSM. |
| Tupolev Tu-160                |                 | SSSR            | strategický bombardér                                         | Tu-160MTu-160M2                                                           | 15                  | První modernizovaný Tu-160M byl zaveden do služby v listopadu 2014 a další 2 v roce 2015. Modernizace strojů by měla být dokončená do roku 2020. Flotila bombardérů Tu-160 se zvýší podle plánu 50 strojů, který představil velitel vzdušných sil generálplukovník Viktor Bondarev 28. května 2015. 10+40 kusů objedníno. |
| Dopravní letadla              |                 |                 |                                                               |                                                                           |                     | |
| Antonov An-12                 |                 | SSSR            | taktické dopravní letadlo                                     | An-12                                                                     | 55                  | |
| Antonov An-22                 |                 | SSSR            | strategické dopravní letadlo                                  | An-22                                                                     | 3                   | |
| Antonov An-24 Antonov An-26   |                 | SSSR            | taktické dopravní letadlo                                     | An-24/An-26                                                               | 114                 | |
| Antonov An-72                 |                 | SSSR            | taktické dopravní letadlo                                     | An-72                                                                     | 26                  | |
| Antonov An-124                |                 | SSSR            | strategické dopravní letadlo                                  | An-124An-124-100                                                          | 5                   | Celkem bude do roku 2020 modernizováno přibližně 20 letadel na standard An-124-100. |
| Antonov An-140                |                 | Ukrajina/ Rusko | doprava VIP                                                   | An-140-100                                                                | 3                   | |
| Antonov An-148                |                 | Ukrajina/ Rusko | dopravní letadlo (pro cestující)                              | An-148-100E                                                               | 15                  | Na základě smlouvy bylo objednáno celkem 15 letadel v hodnotě 18,4 mld. rublů, které by měly být dodány do roku 2017. |
| Iljušin Il-62                 |                 | SSSR            | dopravní letadlo (pro cestující)                              | IL-62M                                                                    | 7                   | |
| Iljušin Il-76                 |                 | SSSR Rusko      | strategické dopravní letadlo                                  | IL-76MDIL-76MD-90A                                                        | 128                 | 39 dalších letadel IL-76MD-90A bylo objednáno. |
| Jakovlev Jak-40               |                 | SSSR            | doprava VIP                                                   | Jak-40                                                                    | 17                  | |
| Let L-410 Turbolet            |                 | Česko           | užitkové dopravní letadlo                                     | L-410                                                                     | 53                  | Plánuje se nákup a modernizace nových Českých L-410 které opět obnovily projekt. |
| Tupolev Tu-134                |                 | SSSR            | dopravní letadlo (pro cestující)                              | Tu-134                                                                    | 5                   | |
| Tupolev Tu-154                |                 | SSSR            | dopravní letadlo (pro cestující)                              | Tu-154MTu-154B-2                                                          | 2                   | |
| Letadla speciálního určení    |                 |                 |                                                               |                                                                           |                     | |
| Antonov An-12                 |                 | SSSR            | letadlo pre rádioelektronický boj                             | An-12PP(?)                                                                | 4                   | |
| Antonov An-26                 |                 | SSSR            | letadlo pro radioelektronický boj                             | An-26RTR                                                                  | 1                   | |
| Antonov An-30                 |                 | SSSR            | průzkumné letadlo                                             | An-30                                                                     | 16                  | |
| Berijev A-50                  |                 | SSSR            | letadlo včasné výstrahy                                       | A-50MA-50U                                                                | 14                  | Do služby vstoupil roku 1984 a do roku 1992 bylo vyrobeno asi 40 kusů. Do 23. 2. 2024 byly tři kusy zničeny v průběhu ruské invaze na Ukrajinu |
| Berijev Be-200                |                 | Rusko           | obojživelné letadlo                                           | Be-200PSBe-200ChS                                                         | 13 4                | Objednáno 12 Be-200ChS a 4 Be-200PS do roku 2016. Probíhají plány na objednávku dalších 8 letadel. Letadlo je určeno k přepravě 12 tun vody. |
| Iliušin Il-20                 |                 | SSSR            | letadlo velení a řízení, radarové průzkumné letadlo           | IL-22IL-20M                                                               | 29                  | Stroje mají být nahrazeny letadly Tu-214R. |
| Iljušin Il-78                 |                 | SSSR            | tankovací letadlo                                             | IL-78IL-78M                                                               | 19                  | 31 objednaných letadel. |
| Iljušin Il-80                 |                 | SSSR            | vzdušné velitelské stanoviště a komunikační centrum           | IL-80                                                                     | 3                   | |
| Tupolev Tu-134                |                 | SSSR            | průzkumné letadlo                                             |                                                                           | 1                   | |
| Tupolev Tu-204                |                 | Rusko           | radarové průzkumné letadlo                                    | Tu-214RTu-214ON                                                           | 2+2                 | Náhrada za stroje IL-20M. Čtyři objednané stroje. |
| Cvičné letouny                |                 |                 |                                                               |                                                                           |                     | |
| Aero L-39 Albatros            |                 | Česko           | cvičný letoun                                                 | L-39                                                                      | 182                 | Mají být nahrazeny letouny Jak-130. |
| Jakovlev Jak-130              |                 | Rusko           | cvičný letoun                                                 | Jak-130                                                                   | 118                 | 19 objednaných. |
| Tupolev Tu-134                |                 | SSSR            | cvičný letoun                                                 | Tu-134UBL                                                                 | 37                  | |
| Vrtulníky                     |                 |                 |                                                               |                                                                           |                     | |
| Kamov Ka-52                   |                 | Rusko           | bojový vrtulník                                               | Ka-52                                                                     | 137                 | Objednáno 16+25. |
| Mil Mi-8 Mil Mi-17 Mil Mi-171 |                 | SSSR Rusko      | dopravní vrtulník                                             | Mi-8MT Mi-8T Mi-8MTV-5 Mi-8AMTŠMi-17(8M) Mi-17-1V Mi-17-1MMi-171S Mi-171Š | 780                 | 123 vrtulníků má být dodáno. |
| Mil Mi-24 Mil Mi-35           |                 | SSSR Rusko      | bojový vrtulník                                               | Mi-24V/PMi-35М                                                            | 323                 | |
| Mil Mi-26                     |                 | SSSR Rusko      | dopravní vrtulník                                             | Mi-26Mi-26(T)                                                             | 44                  | 15 objednaných. |
| Mil Mi-28                     |                 | Rusko           | bojový vrtulník                                               | Mi-28N                                                                    | 94                  | 98 objednaných. 36 kusů projde do roku 2022 generální úpravou a modernizací. |
| Kamov Ka-226                  |                 | Rusko           | užitkový vrtulník                                             | Ka-226.80                                                                 | 36                  | |
| Kazan Ansat                   |                 | Rusko           | cvičný vrtulník                                               | Ansat-U                                                                   | 50                  | |
| Kamov Ka-28                   |                 | SSSR            | užitkový vrtulník                                             | Ka-28                                                                     | 1                   | |
| Kamov Ka-29                   |                 | SSSR            | užitkový vrtulník                                             | Ka-29                                                                     | 8[zdroj?]           | |
| Eurocopter AS350              |                 | Francie         | doprava VIP                                                   | AS350                                                                     | 3[zdroj?]           | |
| Eurocopter AS355              |                 | Francie         | doprava VIP                                                   | AS355                                                                     | 2                   | |
| Bezpilotní letouny            |                 |                 |                                                               |                                                                           |                     | |
| Jakovlev Pčela                |                 | Rusko           | bezpilotní letoun                                             | PČELA-1T                                                                  | neznámý počet       | |
| Tupolev-243 REIS-D            |                 | Rusko           | bezpilotní letoun                                             | REIS-D                                                                    | 100-500             | |
| Orlan-10                      |                 | Rusko           | bezpilotní letoun                                             | Orlan-10                                                                  | 130                 | |
| IAI Searcher                  |                 | Izrael          | bezpilotní letoun                                             | Forpost                                                                   | 28                  | |